# Гантлі (Небраска)
Гантлі (англ. Huntley) — селище (англ. village) в США, в окрузі Гарлан штату Небраска. Населення — 33 особи (2020).

## Географія
Гантлі розташоване за координатами 40°12′38″ пн. ш. 99°17′26″ зх. д. / 40.21056° пн. ш. 99.29056° зх. д. (40.210436, -99.290522).  За даними Бюро перепису населення США в 2010 році селище мало площу 0,91 км², уся площа — суходіл.

## Демографія
Згідно з переписом 2010 року, у селищі мешкали 44 особи в 19 домогосподарствах у складі 12 родин. Густота населення становила 48 осіб/км².  Було 24 помешкання (26/км²).
Расовий склад населення:
| - 100,0 % — білих |

До двох чи більше рас належало 0,0 %. Частка іспаномовних становила 11,4 % від усіх жителів.
За віковим діапазоном населення розподілялося таким чином: 25,0 % — особи молодші 18 років, 65,9 % — особи у віці 18—64 років, 9,1 % — особи у віці 65 років та старші. Медіана віку мешканця становила 47,0 року. На 100 осіб жіночої статі у селищі припадало 91,3 чоловіків;  на 100 жінок у віці від 18 років та старших — 94,1 чоловіків також старших 18 років.
Середній дохід на одне домашнє господарство  становив 36 460 доларів США (медіана — 29 688), а середній дохід на одну сім'ю — 33 000 доларів (медіана — 31 250). За межею бідності перебувало 9,3 % осіб, у тому числі 11,1 % дітей у віці до 18 років та 0,0 % осіб у віці 65 років та старших.
Цивільне працевлаштоване населення становило 21 осіб. Основні галузі зайнятості: науковці, спеціалісти, менеджери — 33,3 %, будівництво — 33,3 %, освіта, охорона здоров'я та соціальна допомога — 14,3 %, мистецтво, розваги та відпочинок — 9,5 %.